# Dunet gedeblad
Dunet Gedeblad (Lonicera xylosteum) er en op til 5 meter høj busk, der vokser i skove og krat. Den har de samme hvide blomster som Kaprifolie. Hele planten, altså også de fristende, røde bær, er giftig.

## Beskrivelse
Dunet Gedeblad er en løvfældende busk med en bred, overhængende og tætgrenet vækstform. Barken er først brungrå og håret. Senere bliver den grå og glat, og til sidst skaller den af i smalle strimler. Knopperne sidder modsat med "reserveknopper" i 2-3 etager ovenover. De er alle udspærret vinkelret fra grenen, de er smalle, spidse og grå. Bladene er ovale, helrandede og dunhårede (efter et par måneder dog næsten helt hårløse). Oversiden er mørkt grågrøn, mens undersiden er lysegrøn.
Den blomstrer i maj-juni. Blomsterne sidder parvis i bladhjørnerne. De har samme form som Kaprifolie-blomster, og de er gulhvide og uden duft. Frugterne er klare, røde bær. Frøene spirer villigt.
Rodnettet består af vidt forgrenede hovedrødder med fint og tæt forgrenede siderødder, der ligger højt i jorden. Grene, der når jorden, slår rod.
Højde x bredde og årlig tilvækst: 4 × 3 m (40 × 30 cm/år).

## Voksested
Dunet Gedeblad er naturligt hjemmehørende i Danmark, hvor den danner underskov, skovbryn og krat i lyse løvskove på mineralrig lerbund.
Den er hårdfør og tåler stærk skygge, men den trives dog bedst på den bedre jord. Den er temmelig almindelig på Øerne, men i øvrigt sjælden.

## Anvendelse
Busken tåler beskæring godt. Dunet gedeblad er en god kant- og underplante både i læplantninger, skovbryn og vildtplantninger.
- Dunet Gedeblad med bær
- Vækstform

| Portal | Portal:Botanik |